# Miss Universo Mongolia 2018
Miss Universo Mongolia 2018 fue la 1.ª edición del concurso Miss Universo Mongolia, correspondiente al año 2018. La noche final se llevó a cabo el 17 de octubre en la Sala de Conciertos, The Corporaty Hotel & Convention Center, Ulán Bator, Mongolia. 14 candidatas de diferentes partes del país compitieron por el título, que finalmente recayó en Dolgion Delgerjav, la cual representará a dicho país en Miss Universo 2018.

## Resultados
| Posiciones                  | Candidata                                                                         |
| --------------------------- | --------------------------------------------------------------------------------- |
| Miss Universo Mongolia 2018 | - #8 — Dolgion Delgerjav                                                          |
| 1.ª Finalista               | - #14 — Battsetseg Törbat                                                         |
| 2.ª Finalista               | - #12 — Dolgoon Gerelul                                                           |
| Top 6                       | - #5 — Bayanelger Tsangaantooj - #11 — Dashbaljid Monkzhul - #13 — Namuun Batsukh |

## Candidatas
| #  | Candidata               | Edad | En Mongol            |
| -- | ----------------------- | ---- | -------------------- |
| 1  | Myagmarsuren Batdorj    | 22   | Батдорж мягмарсурэн  |
| 2  | Gerlee Davaa            | 24   | Даваа гэрлэ          |
| 3  | Orkhontuyaa Amarzayaa   | 20   | Амарэаяа орхонтуяа   |
| 4  | Melmuun Tsogbayar       | 25   | Цогбаяр мэлмуун      |
| 5  | Bayanelger Tsagaantsooj | 20   | Цагаанцоож Баянэлгэр |
| 6  | Temuulen Nyamdorj       | 19   | Нямдорж Тэмуулэн     |
| 7  | Enkhdelgerekh Enkhbold  | 21   | Энxболд энхдэлгэрэ   |
| 8  | Dolgion Delgerjav       | 27   | Дэлгэржав Долгион    |
| 9  | Solongo Shinebayar      | 27   | Шинэбаяр Солонго     |
| 10 | Solongo Batsükh         | 25   | Батсүx солонго       |
| 11 | Dashbaljid Munkhzul     | 21   | Мөнxзул Дашбалжид    |
| 12 | Dulguun Gereleul        | 20   | Гэрэлэул Дөлгөөн     |
| 13 | Namuun Batsukh          | 18   | Батсүх Намуун        |
| 14 | Battsetseg Törbat       | 27   | Төрбат Батцэцэг      |